# Mitsubishi Eclipse
La Mitsubishi Eclipse è un'autovettura di tipo coupé prodotta dalla casa automobilistica giapponese Mitsubishi Motors Corporation dal 1989 al 2011, durante gli oltre vent'anni di fabbricazione è stata commercializzata anche con il nome di Eagle Talon, e Plymouth Laser. A partire dalla seconda serie nel 1995, la versione coupé è stata affiancata da una versione decappottabile.

## Il contesto
L'Eclipse è stata progettata e prodotta soprattutto per il mercato statunitense, infatti è stata frutto della joint-venture tra la casa giapponese e la Chrysler che aveva portato alla costituzione della Diamond-Star Motors con uno stabilimento a Normal (Illinois) dove la vettura è stata costruita sino al 2011.

## Prima serie (D20) 1989-1995

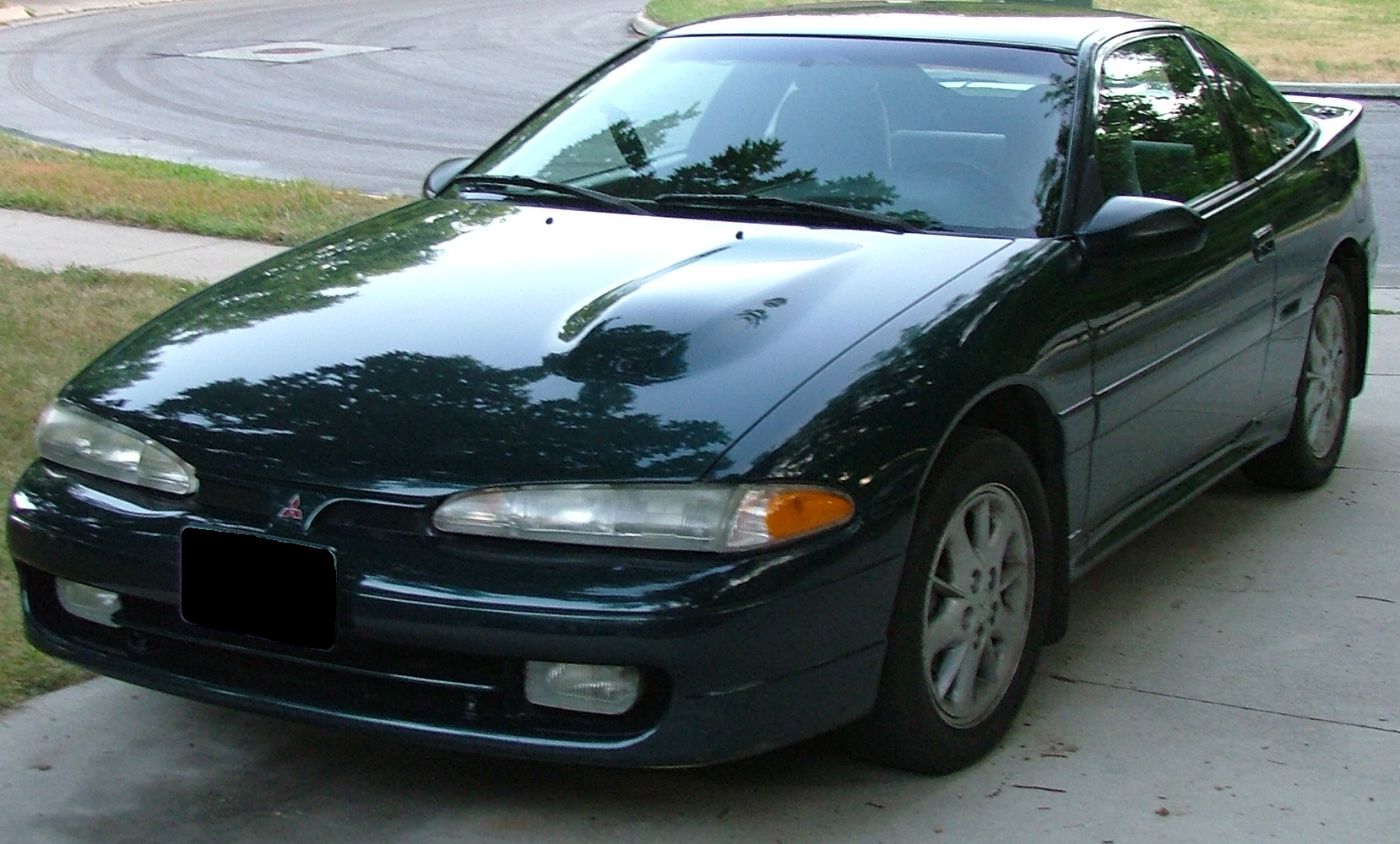
L'Eclipse prima serie dopo il facelift

L'architettura base della prima serie, la cui produzione iniziò nell'agosto 1989, era quella di una coupé con motore anteriore e trazione anteriore, ma è stata prodotta anche con trazione integrale. Nei primi test in merito alla sicurezza automobilistica a cui è stata sottoposta negli Stati Uniti, ha ottenuto il risultato di 4 stelle.
Inizialmente la versione base era prodotta con un motore da 1,8 l con singolo albero a camme da 92 CV; lo stesso propulsore equipaggiava anche la versione Eclipse GS. Erano prodotte anche le versioni Eclipse GS DOHC con un propulsore da 2,0 l e distribuzione con doppio albero a camme in testa da 110 kW (150 CV) e le Eclipse GS-T e Eclipse GSX con lo stesso motore della GS dotato di turbocompressore che erogava 195 CV.
Nel 1992 la D20 ha subito un facelift, la modifica più importante è la perdita dei fari anteriori a scomparsa.

## Seconda serie (D30) 1995-2000

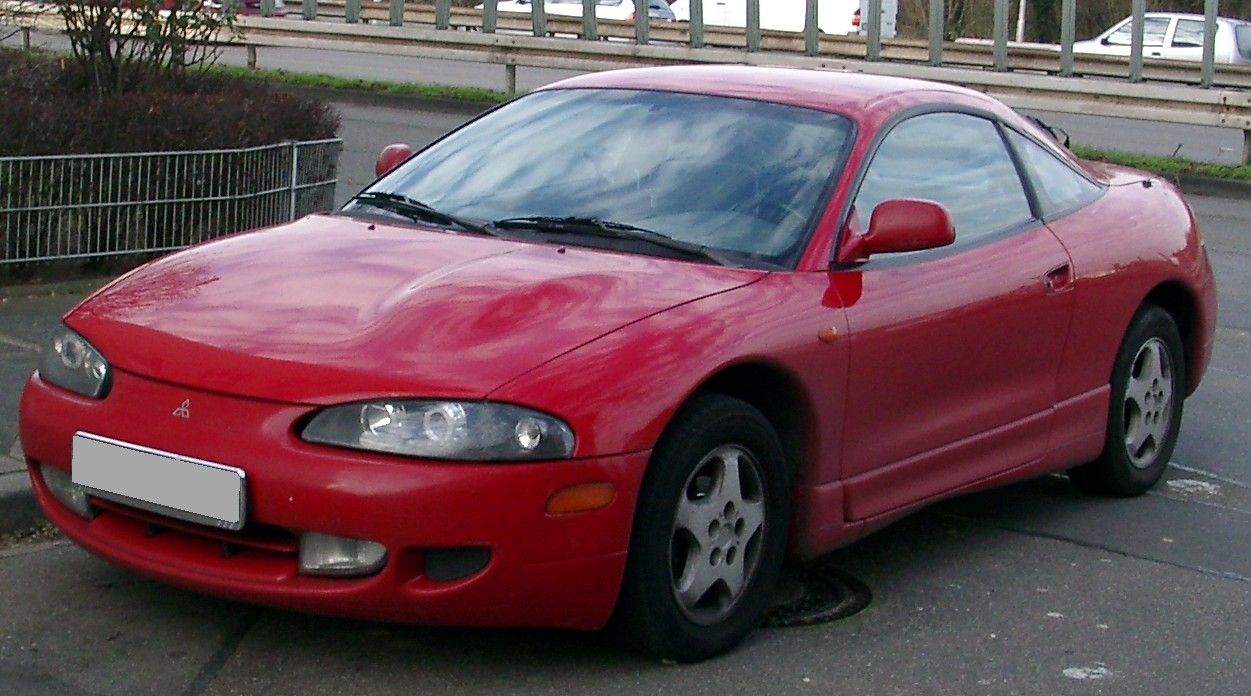
L'Eclipse seconda serie

Nel 1995 fu introdotta la seconda serie dell'auto denominata anche come 2g; da questa versione ebbe termine la commercializzazione con il marchio Plymouth.
Questa nuova versione ha visto un notevole cambiamento riguardante le linee dell'auto rese più tondeggianti rispetto alla prima serie; per quanto riguarda le motorizzazioni è stato eliminato il 1.8 e tenuto solamente il 2.0 4g63 Mitsubishi per quanto riguarda le versioni aspirate europee (GS) mentre il 2.0 4G63T turbo (GS-T, GSX) e il 420a di derivazione Chrysler per quanto riguardava i modelli aspirati americani (RS). Le versioni turbo della seconda serie montavano una turbina più piccola (Garret T25) rispetto a quelle della prima serie (TD05 14b) ma nonostante ciò la casa dichiarava un incremento di potenza di 15 CV, passando dagli originari 195 ai 210 CV.

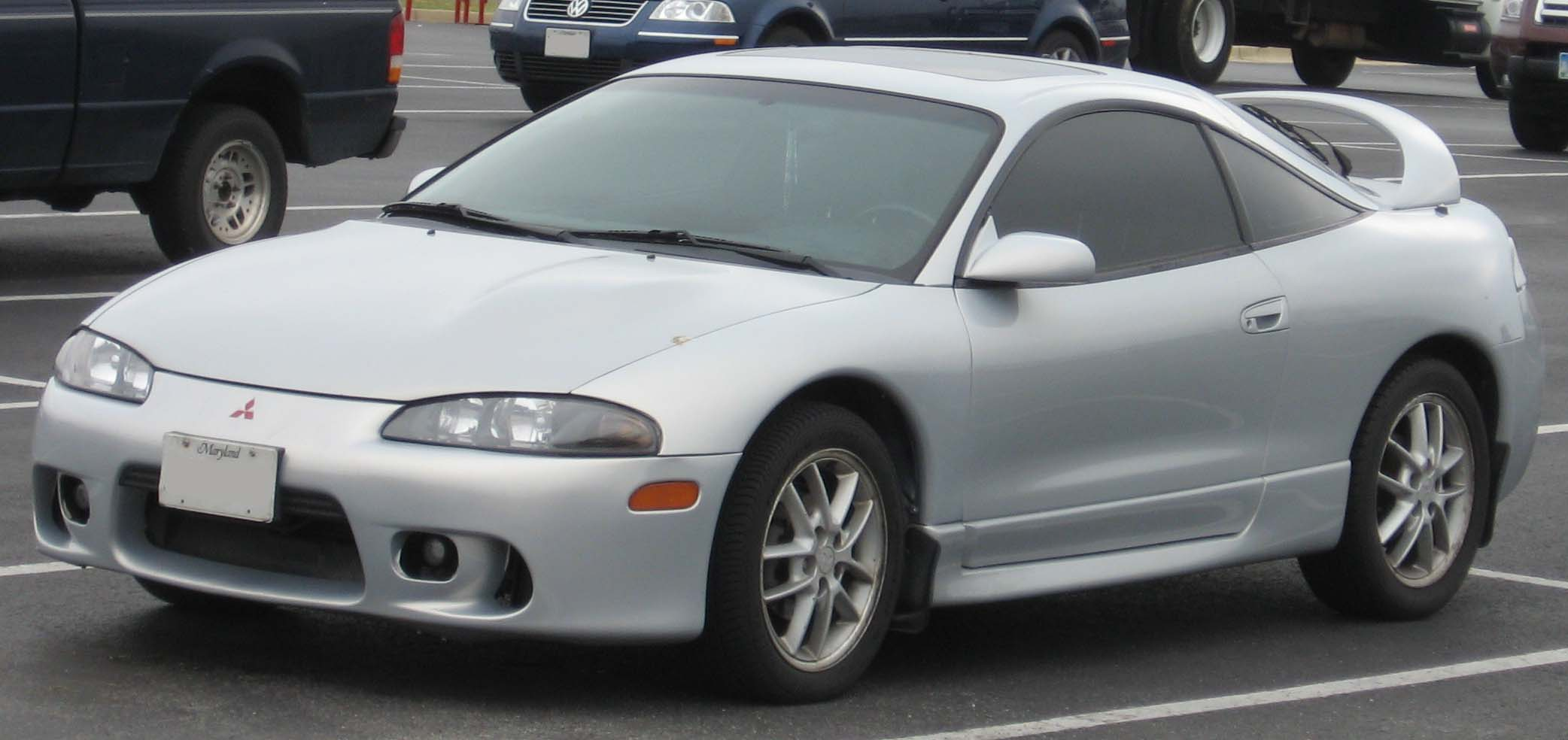
Mitsubishi Eclipse seconda serie dopo il restyling

Nel 1996 fu introdotta la versione spider in due versioni, GS con motore aspirato (4G64) 2.4 e GS-T con il classico 4G63 delle versioni turbo. Mentre la versione del 1995 veniva fornita con l'antenna dell'autoradio fissa dal 1996 fu introdotta l'antenna motorizzata.

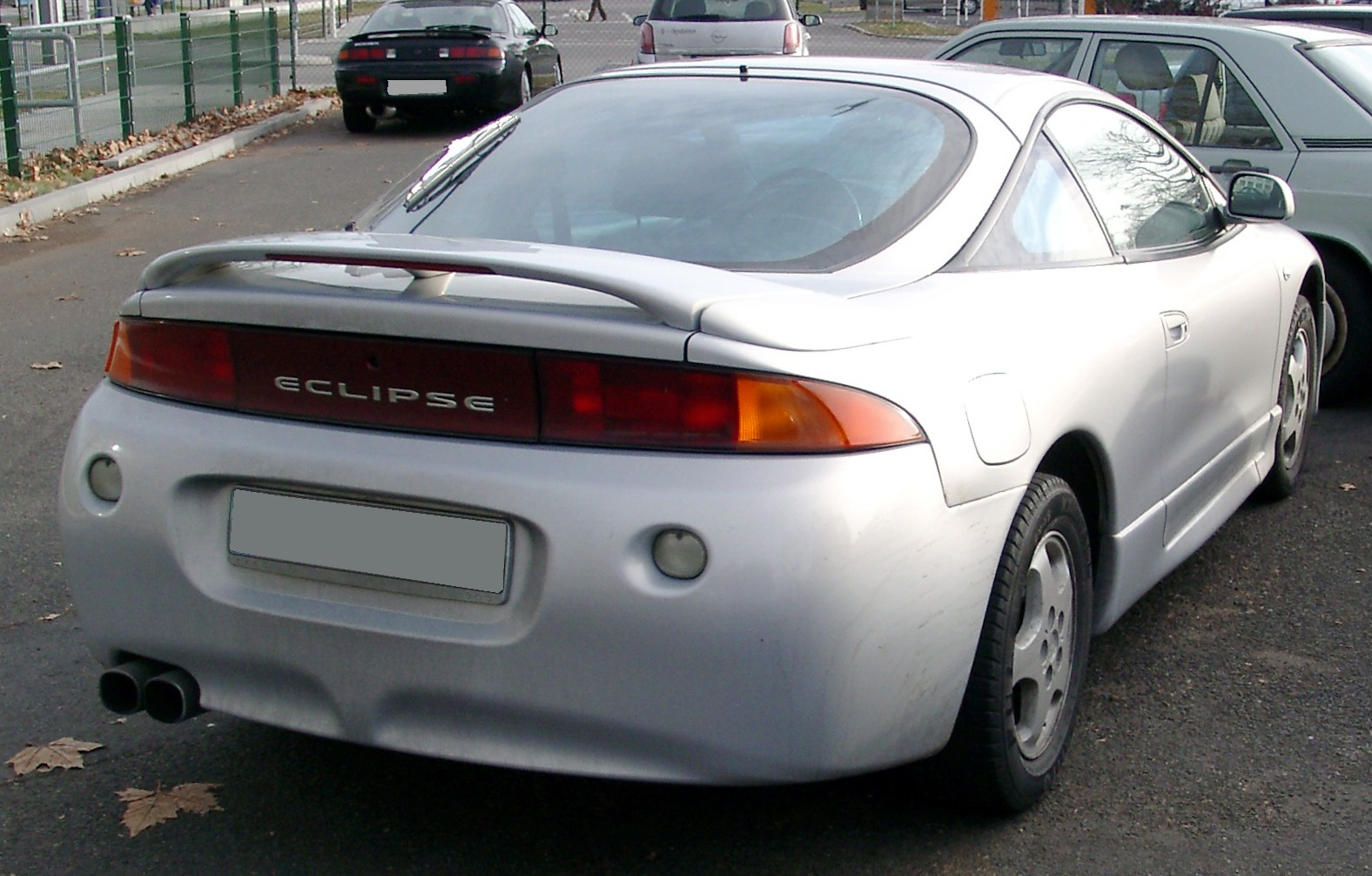
Vista posteriore dopo il restyling

Nel 1997 l'auto ha avuto un piccolo restyling per quanto riguarda la carrozzeria, fu infatti adottato un nuovo paraurti anteriore, un nuovo paraurti posteriore e delle nuove minigonne su tutte le versioni (RS esclusa, in quanto essendo la versione base non ne veniva fornita), le versioni turbo coupé adottarono anche una nuova ala posteriore. Queste piccole modifiche estetiche resero necessari alcuni accorgimenti quali dei nuovi fanali anteriori, dei nuovi fendinebbia, nuovi specchietti retrovisori e delle nuove luci retromarcia.
Mitsubishi Eclipse GS-RS
- 4g63, 1997 cm³, R4, 150 CV (GS)
- 420a, 1997 cm³, R4, 145 CV (RS)

Accelerazione 0–100 km/h in 9.4 sec, Velocità massima 225,7 km/h.
Mitsubishi Eclipse GS Spyder
- 2,4 l, 2350 cm³, R4, 141 CV velocità massima 218 km/h

Mitsubishi Eclipse GSt - GSX
- 2,0 l, 1997 cm³, R4, 210 CV
- Gsx Accelerazione da 0–100 km/h in 6,5 secondi. Velocità massima 257,4 km/h
- Gst Accelerazione da 0–100 km/h in 6,8 secondi. Velocità massima 267,5 km/h

## Terza serie (3G) 2000-2005

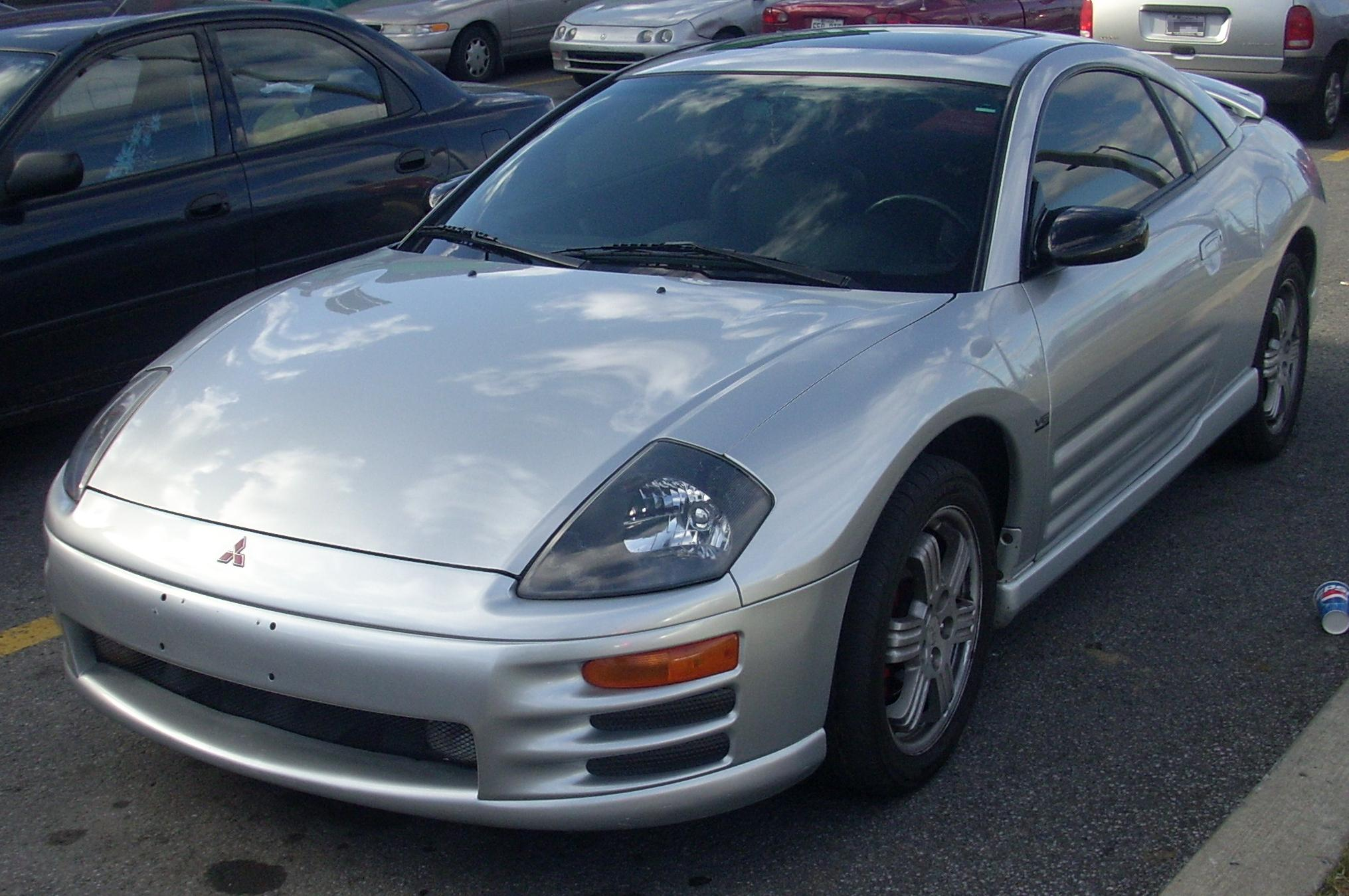
La terza serie della Eclipse

La terza generazione della Eclipse, venduta ormai solo con il marchio Mitsubishi dopo il tramonto della joint venture con Chrysler, fu svelata nel 1999, poco dopo la presentazione della concept car Mitsubishi SST al North American International Auto Show del 1998. Si trattava della prima concept car esibita dalla Mitsubishi in un salone degli Stati Uniti.
Modelli:
- Eclipse RS & GS: modello Base equipaggiata con il 2.4L 16-valvole SOHC Mitsubishi da 150 hp.
- Eclipse GS Spyder: modello Spider equipaggiata con il 2.4L 16-valvole SOHC Mitsubishi da 150 hp.
- Eclipse GT: equipaggiata con il 3.0L 24-valvole SOHC Mitsubishi da 205 hp.
- Eclipse GT Spyder: modello Spider equipaggiata con il 3.0L 24-valvole SOHC Mitsubishi da 205 hp.
- Eclipse GTS: Hardtop equipaggiata con il 3.0L 24-valvole SOHC Mitsubishi con il "Mitsubishi Variable Induction Management (MVIM)" da 210 hp.
- Eclipse GTS Spyder: modello Spider equipaggiata con il 3.0L 24-valvole SOHC Mitsubishi con il "Mitsubishi Variable Induction Management (MVIM)" da 210 hp.

## Quarta serie (4G) 2005-2011

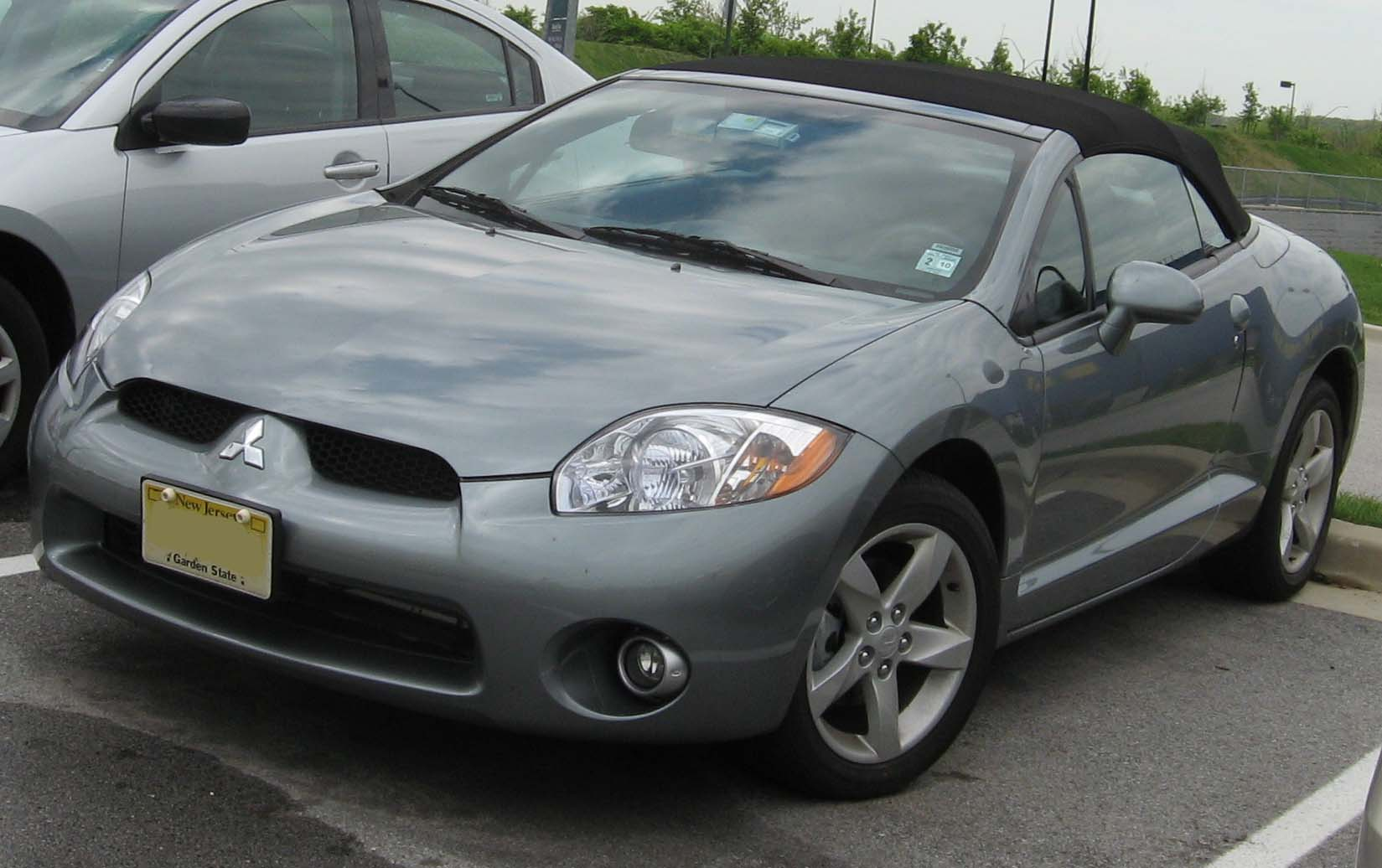
Eclipse quarta serie in versione spider

La nuova generazione è stata presentata nel 2005 al Salone dell'automobile di Detroit. La produzione è cessata nel 2011, ma gli ultimi esemplari sono stati venduti nel 2012.